# Fullmetal Alchemist

## Introducere
- Gen: Acțiune, aventură, știință, fantezie
- Scris de: Hiromu Arakawa
- Publicat de:Enix(2001-2003) Square Enix:(2003-2010)
- Editor engleza: AUS Madman Entertainment NA Viz Media SG Chuang Yi
- Demografic: Shōnen
- Revista: Monthly Shōnen Gangan
- Original run: July 12, 2001 – June 12, 2010
- Volume: 27
- Light Novel
- Scris de: Hiromu Arakawa
- Ilustrat de:Hiromu Arakawa
- Publicat de: Square Enix
- Editor engleza: Viz Media
- Original run:28 Februarie, 2003 - 22 aprilie 2010
- Volume: 10
- Anime Fullmetal Alchemist (2003 anime) Conqueror of Shamballa (2005 film) Brotherhood (2009 anime) The Sacred Star of Milos (2011 film).

## Rezumatul
Fullmetal Alchemist( Japoneza:鋼の錬金術師 Hepburn: Hagane no Renkinjutsushi lit. "Alchimistul de oțel") este o serie manga japoneză scrisă și ilustrată de Hiromu Arakawa. Acesta a fost serializat în revista Square Enix Monthly Shōnen Gangan între august 2001 și iunie 2010;editorul a adunat mai târziu fiecare capitol în douăzeci și șapte de volume tankōbon. Lumea Fullmetal Alchemist este stilizata după Revoluția Industrială europeana. Amplasat într-un univers fictiv, în care alchimia este una dintre tehnicile stiintifice cele mai avansate,povestea fratilor Elric Edward și Alphonse, care sunt în căutare pietrei filosofale, pentru a-si recupera corpurile, după o încercare eșuată de o a aduce pe mama lor înapoi la viață cu ajutorul alchimiei.
Manga a fost publicată în limba engleză de către Viz Media în America de Nord, Madman Entertainment în Australia, și Chuang Yi în Coreea de Sud. Acesta a fost adaptat în două anime seriale de televiziune, două filme animate-toate Animate de Bones studio—and light novels. Funimation a dublat ambele serii de televiziune și filme în limba engleză, pentru America de Nord; acestea au fost distribuite în alte regiuni de mai multe alte companii. Viz Media a localizat Light Novel, și Funimation și Destineer au localizat jocurile video. OVA-uri, jocuri video, cărți suplimentare, joc de colectie carte și o varietate de figurine de acțiune și alte mărfuri s-au bazat pe personajele seriei.
Manga Fullmetal Alchemist a vândut aproximativ 64 milioane de volume din 2014.Eliberarea în limba engleză a prim volum manga a fost romanul grafic de top-vânzare în cursul anului 2005.În două sondaje de web TV Asahi, anime-ul a fost votat cel mai popular anime din toate timpurile în Japonia.La Premiile American Anime în februarie 2007, a fost eligibil pentru opt premii, nominalizat pentru șase, și a câștigat cinci. Comentatorii de la mai multe conglomerate media au avut comentarii pozitive pe serie, în special pentru dezvoltarea de caracter.

## Subiect
Edward și Alphonse Elric sunt frați alchimiști, care caută  catalizatorul legendar numit Piatra Filozofală, un obiect puternic, care le-ar permite să-și recupereze trupurile. Frații s-au născut într-un sat numit Resembool în țara Amestris (アメストリス Amesutorisu),unde au locuit împreună cu mama lor Trisha. Tatăl lor, Van Hohenheim, a plecat acasă din motive necunoscute și un an mai târziu, Trisha a murit de o boală terminală. După moartea mamei lor, frații intreaba o femeie pe nume Izumi Curtis să-i învețe mai multa alchimiei,o știință avansată în care obiectele pot fi create din materii prime, cum Edward a fost determinat să o aducă înapoi la viață cu ajutorul alchimie. Edward și Alphonse cerceteaza trasmutatia umana- tabu în care încearcă pentru a crea sau modifica o ființă umană. Încercarea lor de a aduce înapoi pe mama lor esueaza, si duce la pierderea piciorului stâng al lui Edward, iar la Alphonse tot corpul. Cu toate acestea, Edward reușește să salveze sufletul fratelui său, sacrificandu-si brațul drept fixandu-i sufletul lui Alphonse intr-o armura. Câteva zile mai târziu, un alchimist pe nume Roy Mustang îi vizitează pe frații Elric, și ii propune lui  Edward să devină un membru al militarei de stat din Amestris, în schimbul mai multor materiale de cercetare pentru a găsi o modalitate de-asi recupera trupurile. După aceea, piciorul stang al lui Edward și brațul drept, sunt înlocuite cu automail, un tip de membre protetice avansate, construit pentru el de către prietena lui Winry Rockbell și bunica ei Pinako.
Edward devine un alchimist de stat (国家錬金術師 Kokka Renkinjutsushi?),un alchimist angajat de armata de Stat din Amestris, care a anihilat cea mai mare din cursa Ishvalan în ultimul deceniu.  Rolul lui Edward îi permite să utilizeze resursele extinse disponibile pentru alti Alchimiștii de stat. Frații au pornit în căutarea piatrei filozofale, ca un mijloc de a recupera trupurile lor înapoi la formele lor originale. De-a lungul călătoriei lor, ei întâlnesc aliați și dușmani-, inclusiv cei care sunt disperați să obțină piatra filozofală. Frații il întâlnesc pe Scar, unul dintre puținii supraviețuitori Ishbalans, care caută răzbunare pe Alchimiștii de stat pentru distrugerea rasei sale, iar homunculi un grup de creaturi umane ca a căror bază este piatra filosofala, și provin din aceasta, capacitatea de a supraviețui orice prejudiciu până piatra rămâne fără suflete. Pe masura ce povestea progresează, Edward și Alphonse descopera că marea extindere a Amestris a fost rezultat al homunculi, care au creat și controlează in secret militarii de stat. Homunculi și multi ofiteri militari de rang inalt, sunt comandati în secret de către creatorul homunculi, un om cunoscut sub numele de "Tată". Tată, care a castigat nemurirea prin piatra filosofala, intentioneaza sa utilizeze Amestris ca un cerc de transmutare gigantic pentru a transmuta întreaga țară. Când Edward și Alphonse descopera planurile Tatălui, ei și alți membri ai Armatei de stat stabilesc să-l învingă. Nord "Briggs" Armata invadează capitala Amestris orasul central, și intră în conflict cu forțele centrale. Pe măsură ce forțele se ciocnesc, homunculi rămasi sunt învinsi și trupele orasului central,afla adevărul situației. Tatal încearcă să transmute Amestris pentru a obține puteri ca ale lui Dumnezeu, dar Hohenheim il oprește. După ce tatăl este învins de Edward cu brațul original, pentru ca Alphonse sa-si recpate corpul,Edward sacrifica capacitatea sa de a folosi alchimie în acest proces. Elrics se reintorc in  Resembool, dar doi ani mai târziu, ei separă de a rambursa oamenii care i-au ajutat în timpul călătoriei lor.

## Lista personajelor din Fullmetal Alchemist

### Edward Elric
Edward "Ed" Elric (エドワード・エルリック Edowādo Erurikku?), "Alchimistul de otel", este cel mai tanar Alchimist de stat din istorie. El și fratele său mai mic, Alphonse, cutreiera lumea în căutare Piatrei Filozofale (賢者 の 石 Kenja nu Ishi?), În speranța ca isi vor recupera corpurile. Edward si-a pierdut piciorul stâng într-o încercare esuata de a-si învie mama, Trisha, folosind Alchimia, și a pierdut brațul drept în schimbul atașarii sufletului lui Alphonse intr-o armura.  Edward utilizeaza acum proteze metalice, cunoscute sub numele de automail (機械 鎧 オ ー ト メ イ ル ōtomeiru?), Ca membrele de înlocuire.  Edward adaposteste o sensibilitate ascuțită fata de înălțimea lui pe termen scurt; un gag recurent atât manga și seria anime este ca Edward reacționeza excesiv la oameni care-l numesc scurt. [ch. 2] Romi Park și Vic Mignogna-l exprime în versiunile japoneză și engleză, respective.ep.1 Ep.1    

### Alphonse
Alphonse "Al" Elric (ア ル フ ォ ン ス · エ ル リ ッ ク Arufonsu Erurikku?), Este fratele mai mic al lui Edward. Împreună, ambii cutreiera țara în căutare Piatrei Filozofale în speranța de a-si recupera trupurile. Spre deosebire de Ed, care si-a pierdut unul dintre picioare în încercarea eșuată de a-si invia mama, Al si-a pierdut tot corpul.În ultimul moment, costandu-l unul dintre brate, Ed i-a sigilat sufletul lui Al într-o armura gigant, ceea ce il face aproape invulnerabil Al. [Ch. 2] Rie Kugimiya îl exprimă în seria japoneză, Aaron Dismuke în prima serie engleză, Ep.1 Ep.1 și Maxey Whitehead din a doua serie engleză. [7]

## Susținătorii fraților Elric

##### Winry Rockbell
Winry Rockbell (ウ ィ ン リ ィ · ロ ッ ク ベ ル Winri Rokkuberu?), O prietenă din copilarie a lui Edward și Alphonse Elric, locuiește în Resembool cu bunica ei, Pinako Rockbell,  cu care a crescut-, după moartea părinților ei în timpul razboiului din Ishbal. [CH. 9,24] Părinții ei au fost uciși de Scar într-o furie oarbă. Winry este un talentat un talentat mecanic de automail,pe urmele bunicii ei, proiectarea continuu și menținerea protezei automail ale lui Edward Elric lui. Winry este adesea folosita ca un ostatic involuntară de homunculi a asigura subordonarea lui Edward. În primul anime, părinții ei au fost executați de către un tânăr numit  Roy Mustang sub comanda militară.Vocea ei este data de Megumi Toyoguchi și Caitlin Glass în versiunile japoneză și engleză, respectively.ep.3ep.3 În a doua serie, ea este vocea lui Megumi Takamoto în japoneză, Ep.2 și Glass reia în versiunea în limba engleza.

#### Izumi Curtis
Izumi Curtis (イ ズ ミ · カ ー テ ィ ス Izumi Kātisu?) Este profesorul de alchimie a lui Ed și Alphonse Elric, a fost de acord a-i instrui pe frați pentru a-si perfecționa abilitățile lor alchimice după ce a murit mama lor. Ea  extinde antrenamentul lor cu un regim de filozofie, arte martiale, și de viață  pe teren. [Ch. 20]Metodele ei sunt derivate din propria ei antrenament: a fost forțată să supraviețuiască în regiunea de nord timp de o luna (deși se pare că a reușit furând livrările fortaretei de nord). Izumi ii considera pe fratii Elric, ca pe propii ei fii, și, deși ea taie  legăturile elev-profesor cu ei după ce a aflat de încercările lor cu transmutația umană (și în mod similar lui Ed aderarea militara de stat), ea continuă să facă tot ce poate pentru a-i  ajuta. [ch. 28] Ea poate fi destul de violenta de,la pedepsi sau lovi pe frații Elric, astfel încât acestia fiindu-le frică de moarte de ea.[Ch. 25] Cand ea spune "Sunt o gospodină!" în timp ce se confruntă cu Greed, a devenit una dintre scenele favorite ale lui Arakawa. [4] Izumi și soțul ei Sig Curtis (シ グ · カ ー テ ィ ス Shigu Kātisu?) a fost însărcinată cu ani înainte de începerea seriei; cu toate acestea, fiul lor a fost născut mort. Izumi încercat și nu a reușit să reînvie copilului prin transmutarea umana (un act care l-a creat pe Wrath, în primul anime).

## Escadronul lui Roy Mustang

### Roy Mustang
Colonelul Roy Mustang (ロ イ · マ ス タ ン グ Roi Masutangu?), "Alchimistul de foc" (焔 の 錬 金 術 師 Hono nu Renkinjutsushi?), Este un alchimist de stat și superiorul lui Edward. El este promovat general brigardier la sfârșitul seriei și in epilog este general. El are ca scop spre a deveni următorul Führer al Amestris, bazându-se puternic pe sprijinul subordonaților săi loiali să-l propulseze pe această cale. Mustang-ar găsi această cale întreruptă de uciderea celui mai bun prieten și confident său, Maes Hughes,  după aceea, începând o anchetă in gasirea adevaratului vinovat. Toru Okawa și Travis Willingham vocile lui  Mustang în versiunile japoneză și engleză, respectiv în a doua serie el este exprimat prin Shinichiro Miki.ep.1

### Riza Hawkeye
Prima locotenent Riza Hawkeye (リ ザ · ホ ー ク ア イ Riza Hōkuai?) Este cel mai de încredere și mai drag subordonat al lui Roy Mustang.  Ea de multe ori efectuează multe dintre sarcinile lui Roy,pentru ca el este prea leneș pentru a le face, acționează ca asistenta lui personal, și îl protejează de pericole. Riza are un puternic sentiment de admirație pentru el, chiar dispusa să-si pună propria viață în pericol. Riza și Roy par să împărtășească o relație strânsă,  ea îl identifică ca persoana ei cea mai prețiosa. Riza este specializata in armele de foc, în special puști cu lunetă, și poate lovi orice țintă aproape cu precizie. În forma de un tatuaj pe spate, Riza poartă notele finale ale muncii tatălui ei pe alchimia focului, și moștenirea lui ca un alchimist și profesorul lui Mustang.  După ce a văzut de ce a fost Mustang  capabil sa faca  în timpul războiului din Ishbal cu astfel de capacitate,Riza il imploră pe Roy sa-i arda tatuajul, temându-se de prejudiciul ca un alt alchimist al focului ar putea provoca. Riza este atribuita ca asistenta personal a  lui King Bradley pentru a fi folosita ca ostatica, când Mustang afla ca homunculi detin controlul statului. Când ea descoperă că fiul adoptat a lui King Bradley,Selim, is a homunculus as well, ea ii trimite descoperirea lui Mustang sub forma de cod, de îndată ce ea poate. Arakawa a primit diverse întrebări cu privire la viitorul relației ei cu Mustang și a comentat că, în timp ce Hawkeye rămâne cu Mustang, o căsătorie nu ar fi posibila din cauza regulamentelor militare. Ea este exprimat de Michiko Neya în japoneză și de Colleen Clinkenbeard în Engleza.ep.5ep.5 în serie a doua, ea are vocea lui Fumiko Orikasa.ep.1 

### Jean Havoc
Sublocotenentul Jean Havoc (ジ ャ ン · ハ ボ ッ ク Jan Habokku?) Este unul dintre cei mai de încredere subordonații a lui Roy Mustang. El este, de obicei văzut fumand o țigară, ceva care Arakawa dezvoltat înainte de pornirea seriei "pentru a-l ajuta pe  Mustang sa creeze foc pentru a lupta cu homunculusul  Lust. El a fost recrutat de Mustang pentru loialitatea sa și sinceritatea generala, precum și abilitățile sale de mai sus si competentele de tragere.  Deoarece lucreaza pentru Mustang necesită deplasarea frecventa și o dăruire totală de timp, Havoc are foarte puțin timp liber, și nu poate menține o relație cu o femeie pentru foarte multa vreme. El nestiind se intalneste cu Lust, care încearcă să extragă informații despre Mustang de la el. Ea nu reuseste, iar în cele din urmă isi dezvăluie identitatea ei adevarata in fata lui. În cursul încercarii de a ucide, Havoc este grav accidentat cand Lust il injunghie in maduva spinarii, lăsând jumătatea inferioară a corpului său complet paralizata. Havoc este apoi încurajat să găsească un alt mod de a ajuta la cauza lor și mai târziu ofera sprijinul prin furnizarea catre Mustang cu orice provizie ar putea avea nevoie de la magazinul familiei sale. În al doilea anime, el este vindecat de Piatra Filozofală a lui Marcoh. Yasunori Matsumoto este actorul lui vocal în limba japoneză, iar Mike McFarland in versiunea in engleza. În Brotherhood, vocea lui este furnizata de Yuji Ueda.ep.13

### Heymans Breda
Sublocotenentul Heymans Breda  (ハイマンス・ブレダ Haimansu Bureda?) Este unul dintre cei mai de încredere subordonații  a-i lui Roy Mustang. El a fost recrutat de Mustang pentru nivelul său ridicat de inteligență, indicat prin talentul său cu șah și alte jocuri de strategie. În ciuda inteligenței lui, el mai are o teamă irațională de câini. Breda este, de obicei solicitat de către Mustang cu locuri de muncă care necesită a călători în străinătate. El este transferat la sediul central de Vest, atunci când grupul lui Mustang este rupt de homunculi.  Tomoyuki Shimura-l este vocea în japoneză, și Josh Berry în engleza.ep.13ep.13 In Brotherhood, el este exprimat prin Biichi Satou în japoneză, și Jeremy Inman în limba engleză.  

### Vato Falman
Subofițerul Vato Falman (ヴ ァ ト ー · フ ァ ル マ ン Vato Faruman?) Este unul dintre cei mai de încredere subordonați a lui Roy Mustang. El a fost recrutat de Mustang pentru abilitatea innascuta de-asi  aminti aproape fiecare detaliu, permițându-i să acționeze ca un fel de dispozitiv de înregistrare care nu lasă nici o dovadă fizică. Pentru ca intelectul lui este domeniul său de expertiză, el nu are multă experiență în lupta, făcându-l să facă greșeli incepatoare atunci când este într-o situație de luptă. Falman este transferat la sediul central din Nord atunci când grupul lui Mustang este rupt de homunculi. El este apoi transferat din nou, de data catre fortareata Briggs.  Acolo, el se reuneste cu frații Elric, și îi ajută pe ei și forțele Briggs "Planul de homunculi. El este exprimat prin Takehiro Murozono în japoneză, și de Kyle Hebert în engleza.ep.5ep.5 In Brotherhood, el este exprimat prin Kenji Hamada.ep.13 

### Kain Fuery
Sergentul major Kain Fuery (ケ イ ン · フ ュ リ ー Kein Fyurī?) Este unul dintre cei mai de încredere subordonații a-i lui Roy Mustang. El a fost recrutat de Mustang pentru expertiza sa tehnologica. Ca atare, el il ajută în primul rând pe Mustang cu comunicații, atât în crearea de linii sigure și atingând în alții. El este transferat la sediul central de Sud, atunci când grupul lui Mustang este rupt de homunculi. Actorul sau vocal în limba japoneză este Tetsu Shiratori, iar actorul vocei în limba engleză este Kevin M. Connolly.ep.13 În Brotherhood, el este exprimat prin Tetsuya Kakihara.ep.13

## Militari de stat

### Maes Hughes
Capitanul Maes Hughes (マ ー ス · ヒ ュ ー ズ Masu Hyūzu?) Este un vechi prieten al lui Roy Mustang. El lucrează în divizia de informații militare, dar își petrece o mare parte din timpul său, folosind liniile telefonice militare să se laude lui Mustang despre familia lui. După ce fiica sa, Elicia, se naște, el se lauda despre cat drăguța și talentata  este, și ii bombardează pe alții cu poze cu ea. El a fost, de asemenea dovedit a fi un luptător capabil, calificat in aruncara de cutite. Înțelegerea sa generală de emoții și dorința de-ai  ajuta pe altii, câștigă în mod similar afecțiunea fraților Elric și prietenei  lor Winry Rockbell, așa cum el oferă întotdeauna un sfat sau ospitalitate pentru ei atunci când au nevoie de ea. Într-una din încercările sale de a ajuta pe Elrics, Hughes afla despre controlul homunculilor asupra țării. Cu toate acestea, el este împușcat și ucis de Envy, deghizat ca soția lui, Gracia. Acest lucru il face pe Mustang să analizeze în continuare adevărul pentru el însuși, în speranța de a găsi ucigașul prietenului său.  Moartea lui, așa cum este descrisa de către Arakawa a fost momentul în care "toti care au citi asta, au plans" și așa a trebuit să-si ceara scuze cititorilor și asistentului ei pentru un astfel de eveniment. În seria japoneză el este exprimat prin Keiji Fujiwara, și în limba engleză  de Sonny Strait.